# Örnsköldsviks församling
Örnsköldsviks församling är en församling inom Svenska kyrkan i Örnsköldsviks norra pastorat i Örnsköldsviks kontrakt av Härnösands stift i Ångermanland, Örnsköldsviks kommun, Västernorrlands län.
Församlingskyrka är Örnsköldsviks kyrka.

## Administrativ historik
Församlingen bildades 1 juli 1907 genom en utbrytning ur Själevads församling.
Församlingen utgjorde sedan sitt bildande till 2022 ett eget pastorat. 1 januari 2022 gick församlingen upp i Örnsköldsviks norra pastorat.